# Svetovni pokal v smučarskih poletih 2016
Svetovni pokal v smučarskih poletih 2016 je bila devetnajsta uradna sezona svetovnega pokala v smučarskih poletih nagrajena z malim globusom kot del iste sezone svetovnega pokala v smučarskih skokih.

## Koledar

### Moški
| Šte. | Sezona | Datum            | Kraj      | Letalnica                      | Vel. | Zmagovalec     | Drugi                | Tretji               | Rumena majica  | Ref.        |
| ---- | ------ | ---------------- | --------- | ------------------------------ | ---- | -------------- | -------------------- | -------------------- | -------------- | ----------- |
| 105  | 1      | 12. februar 2016 | Vikersund | Vikersundbakken HS225 (nočna)  | LE   | Robert Kranjec | Kenneth Gangnes      | Noriaki Kasai        | Robert Kranjec | [ 3 ] [ 2 ] |
| 106  | 2      | 13. februar 2016 | Vikersund | Vikersundbakken HS225 (nočna)  | LE   | Peter Prevc    | Johann André Forfang | Robert Kranjec       | Robert Kranjec | [ 4 ]       |
| 107  | 3      | 14. februar 2016 | Vikersund | Vikersundbakken HS225          | LE   | Peter Prevc    | Stefan Kraft         | Andreas Stjernen     | Peter Prevc    | [ 5 ]       |
| 108  | 4      | 17. marec 2016   | Planica   | Letalnica bratov Gorišek HS225 | LE   | Peter Prevc    | Johann André Forfang | Robert Kranjec       | Peter Prevc    | [ 7 ] [ 6 ] |
| 109  | 5      | 18. marec 2016   | Planica   | Letalnica bratov Gorišek HS225 | LE   | Robert Kranjec | Peter Prevc          | Johann André Forfang | Peter Prevc    | [ 8 ]       |
| 110  | 6      | 20. marec 2016   | Planica   | Letalnica bratov Gorišek HS225 | LE   | Peter Prevc    | Robert Kranjec       | Johann André Forfang | Peter Prevc    | [ 9 ]       |

### Ekipno
| Šte. | Sezona | Datum          | Kraj    | Letalnica                      | Vel. | Zmagovalec                                                                      | Drugi                                                        | Tretji                                                                       | Rumena majica | Ref.   |
| ---- | ------ | -------------- | ------- | ------------------------------ | ---- | ------------------------------------------------------------------------------- | ------------------------------------------------------------ | ---------------------------------------------------------------------------- | ------------- | ------ |
| 17   | 1      | 19. marec 2016 | Planica | Letalnica bratov Gorišek HS225 | LE   | NorveškaKenneth Gangnes Daniel-André Tande Anders Fannemel Johann André Forfang | SlovenijaJurij Tepeš Anže Semenič Robert Kranjec Peter Prevc | AvstrijaStefan Kraft · Manuel Poppinger · Manuel Fettner · Michael Hayböck · | Norveška      | [ 10 ] |

## Lestvica
| Uvr. | po 6 tekmah              | 12/02/2016 Vikersund | 13/02/2016 Vikersund | 14/02/2016 Vikersund | 17/03/2016 Planica | 18/03/2016 Planica | 20/03/2016 Planica | Skupaj |
| ---- | ------------------------ | -------------------- | -------------------- | -------------------- | ------------------ | ------------------ | ------------------ | ------ |
| 1    | Peter Prevc              | 50                   | 100                  | 100                  | 100                | 80                 | 100                | 530    |
| 2    | Robert Kranjec           | 100                  | 60                   | 0                    | 60                 | 100                | 80                 | 400    |
| 3    | Johann André Forfang     | 32                   | 80                   | 36                   | 80                 | 60                 | 60                 | 348    |
| 4    | Kenneth Gangnes          | 80                   | 50                   | 40                   | 45                 | 45                 | 45                 | 305    |
| 5    | Noriaki Kasai            | 60                   | 36                   | 26                   | 40                 | 36                 | 50                 | 248    |
| 6    | Severin Freund           | 26                   | 45                   | 50                   | 50                 | 40                 | 36                 | 247    |
| 7    | Stefan Kraft             | 45                   | 40                   | 80                   | 26                 | 22                 | 26                 | 239    |
| 8    | Michael Hayböck          | 40                   | 32                   | 29                   | 36                 | 50                 | 40                 | 227    |
| 9    | Daniel-André Tande       | 29                   | 29                   | 45                   | 22                 | 32                 | 22                 | 179    |
| 10   | Andreas Stjernen         | 36                   | 26                   | 60                   | 24                 | 16                 | 15                 | 177    |
| 11   | Anders Fannemel          | 24                   | 14                   | 32                   | 29                 | 26                 | 29                 | 154    |
| 12   | Jurij Tepeš              | 20                   | 22                   | 18                   | 32                 | 18                 | 20                 | 130    |
| 13   | Daiki Itō                | 12                   | 20                   | 10                   | 18                 | 29                 | 18                 | 107    |
|      | Richard Freitag          | 22                   | 16                   | 14                   | 20                 | 11                 | 24                 | 107    |
| 15   | Simon Ammann             | 16                   | 18                   | 20                   | 15                 | —                  | 32                 | 101    |
| 16   | Taku Takeuchi            | 0                    | 13                   | 24                   | 11                 | 20                 | 14                 | 82     |
| 17   | Joachim Hauer            | 15                   | 24                   | 15                   | 4                  | 13                 | 3                  | 74     |
| 18   | Manuel Poppinger         | 14                   | 15                   | 11                   | 9                  | 9                  | 9                  | 67     |
| 19   | Roman Koudelka           | 0                    | 11                   | 0                    | 14                 | 24                 | 13                 | 62     |
|      | Kamil Stoch              | 18                   | —                    | 8                    | 16                 | 10                 | 10                 | 62     |
| 21   | Manuel Fettner           | 0                    | 0                    | 4                    | 6                  | 15                 | 12                 | 37     |
| 22   | MacKenzie Boyd-Clowes    | 2                    | 0                    | 9                    | 13                 | 12                 | —                  | 36     |
| 23   | Piotr Żyła               | 13                   | 0                    | 22                   | 0                  | —                  | —                  | 35     |
| 24   | Vincent Descombes Sevoie | 0                    | 6                    | 6                    | 8                  | 2                  | 11                 | 33     |
| 25   | Maciej Kot               | 1                    | 1                    | 0                    | 0                  | 14                 | 16                 | 32     |
|      | Markus Eisenbichler      | 10                   | 0                    | 3                    | 16                 | 3                  | —                  | 32     |
|      | Dawid Kubacki            | 8                    | 9                    | 0                    | 0                  | 7                  | 8                  | 32     |
| 28   | Andreas Wank             | 0                    | 12                   | 12                   | 0                  | 0                  | 1                  | 25     |
| 29   | Stephan Leyhe            | 0                    | 5                    | —                    | 12                 | 1                  | 5                  | 23     |
|      | Karl Geiger              | 0                    | 3                    | 3                    | 10                 | 0                  | 7                  | 23     |
| 31   | Robert Johansson         | 6                    | 0                    | 13                   | —                  | —                  | —                  | 19     |
|      | Andrzej Stękała          | 0                    | 7                    | 5                    | 1                  | 6                  | —                  | 19     |
| 33   | Jaka Hvala               | 11                   | 2                    | 0                    | 5                  | 0                  | —                  | 18     |
|      | Shōhei Tochimoto         | 7                    | 4                    | 7                    | 0                  | 0                  | —                  | 18     |
| 35   | Thomas Hofer             | 9                    | 8                    | 0                    | 0                  | —                  | —                  | 17     |
| 36   | Stefan Hula              | 5                    | 0                    | —                    | 0                  | 5                  | 6                  | 16     |
| 37   | Anže Lanišek             | 0                    | 10                   | 0                    | 0                  | 0                  | 2                  | 12     |
| 38   | Ryōyū Kobayashi          | —                    | —                    | —                    | —                  | 8                  | —                  | 8      |
| 39   | Lukáš Hlava              | —                    | —                    | —                    | 7                  | 0                  | —                  | 7      |
| 40   | Čestmír Kožíšek          | 4                    | —                    | 2                    | —                  | —                  | —                  | 6      |
|      | Anže Semenič             | —                    | —                    | —                    | 2                  | 4                  | —                  | 6      |
| 42   | Jan Matura               | 0                    | —                    | 0                    | 0                  | 0                  | 4                  | 4      |
| 43   | Joacim Ødegård Bjøreng   | 3                    | —                    | —                    | —                  | —                  | —                  | 3      |
| 44   | Kevin Bickner            | 0                    | —                    | 1                    | 0                  | —                  | —                  | 1      |

| Uvr. | po 7 tekmah             | Točke |
| ---- | ----------------------- | ----- |
| 1    | Norveška                | 1659  |
| 2    | Slovenija               | 1446  |
| 3    | Avstrija                | 887   |
| 4    | Japonska                | 713   |
| 5    | Nemčija                 | 657   |
| 6    | Poljska                 | 346   |
| 7    | Češka                   | 179   |
| 8    | Švica                   | 101   |
| 9    | Združene države Amerike | 51    |
| 10   | Kanada                  | 36    |
| 11   | Francija                | 33    |

## Zaznamek
1. ↑  cancelled events in Oslo on large hill from 7 February 2016 is rescheduled to Vikersund on 12 February 2016 to a flying hill.[2]
2. ↑  Odpovedana posamična tekma na veliki skakalnici iz Titisee-Neustadt je bila prestavljena 17. marca 2016 v Planico.[6]